# Santiago Challenger 2001
Il Santiago Challenger 2001 è stato un torneo di tennis facente parte della categoria ATP Challenger Series nell'ambito dell'ATP Challenger Series 2001. Il torneo si è giocato a Santiago in Cile dal 29 ottobre al 4 novembre 2001 su campi in terra rossa.

## Vincitori

### Singolare
Marcelo Ríos ha battuto in finale  Edgardo Massa con il punteggio di 6–4, 6–2

### Doppio
André Sá /  Alexandre Simoni hanno battuto in finale  Daniel Melo /  Dušan Vemić con il punteggio di 3–6, 6–3, 7–6(3)